# Palicourea nubigena
Palicourea nubigena är en måreväxtart som beskrevs av Paul Carpenter Standley. Palicourea nubigena ingår i släktet Palicourea och familjen måreväxter. Inga underarter finns listade i Catalogue of Life.